# Pepp Iyffert
Pepp Iyffert (Peep Jöffert en estonien), né le 29 octobre 1944 à Kose (région d'Harju) et mort le 4 mars 2024, est un coureur cycliste soviétique et estonien des années 1960.

## Biographie
Coureur dans l'ancienne catégorie des « amateurs », Pepp Iyffert avait une formation de mécanicien en automobile. Toutefois c'est en défendant les couleurs du club de l'Armée, à Moscou qu'il est intégré dans l'équipe d'URSS où il effectue sa carrière cycliste internationale. Son palmarès routier s'orne de plusieurs victoires. Parmi elles figure la 4e étape du Tour de l'Avenir 1968, disputée entre La Chaux-de-Fonds (Suisse) et Mulhouse. C'est alors sa deuxième participation à la course française.
Pepp Iyffert est aussi en 1968 lauréat du « maillot violet » de la Course de la Paix, maillot distinctif du meilleur « combatif » sur les sprints intermédiaires et finaux des étapes.

## Palmarès

### Palmarès année par année
- 1966
  - 3e de l'épreuve préolympique de Mexico des 100 km contre-la-montre en équipe (équipe soviétique : Alexandre Dochlyakov, Vladimir Urbanovitch, Johannes Rajala)[3] 
  - 5e championnat du monde de contre-la-montre par équipes masculin (avec Alexandre Dochlyakov, Viktor Tcherevko et Vladimir Urbanovitch)
- 1967
  - 4e et 6e étapes du Tour de Suède[4]
  - 3e du Championnat d'Estonie contre-la-montre[5]
- 1968
  - Tour de Havirov en Moravie occidentale[6]
  - 4e étape du Tour de l'Avenir

### Places d'honneur
- 1966
  - 53e du Tour de l'Avenir
- 1968
  - 17e du Tour de l'Avenir
  - 29e de la Course de la Paix[7]